# R Daring Club Molenbeek
A R Daring Club Molenbeek egy megszűnt belga labdarúgócsapat volt Brüsszel városában. A egyesületet 1895-ben alapították. 1973-ban egyesült a RWD Molenbeek-kel.
A klub ötször nyerte meg az első osztályt és egy alkalommal a kupa trófeáját.

## Sikerei, díjai
Jupiler League
- Bajnok (5): 1911–12, 1913–14, 1920–21, 1935–36, 1936–37

Challenge League
- Győztes (2): 1954–55, 1958–59

Belga Kupa
- Győztes (1): 1934–35
- Döntős (1): 1969–70

## Fordítás
Ez a szócikk részben vagy egészben  a   R. Daring Club Molenbeek című angol Wikipédia-szócikk fordításán alapul.  Az eredeti cikk szerkesztőit annak laptörténete sorolja fel. Ez a jelzés csupán a megfogalmazás eredetét és a szerzői jogokat jelzi, nem szolgál a cikkben szereplő információk forrásmegjelöléseként.